# Скерлетноцрвена боја
Скерлетноцрвена (из перс. سآقرلآت säqirlāt) је светло црвена боја са нијансама које наликују наранџастој. Црвенија је него крзмена боја. То је чисти интензитет на тачку боја једне четвртине пута између црвене и наранџасте Скерлетноцрвена се понекад користи као боја пламена. Такође симболизује боју крви од живе особе, као малинаста, иако права боја крви (из хемоглобина) је сличнија малинастој него скерлетноцрвеној боји.

## Црвена бакља
Боја црвене бакље је приказана са десне стране.

## Пламен
Боја пламен, средња нијанса скерлетноцрвене боје, је приказана са десне стране.

## Тамноалева
Боја тамноалева је приказана са десне стране.

## Скерлетноцрвена у људској култури

### Академска одећа
- То је такође боја многих додипломских студената древног универзитета у Шкотској.
- У академској одећи у САД, скерлетноцрвена се користи за хаубе везова (то јест, границе) и, у зависности од осталих делова универзитета или школе, од хаљине (сомот, шевроне, облоге и сл) да означи степен у неком облику или грану теологије (на пример, свету теологију, канонско право, Божанству, Министарство).
- У француском академском одјевном систему, пет традиционалних поља студија (Умјетности, Наука, Медицина, Право и Божанственост) су симболизовани са карактеристичном бојом, која се појављује на академским хаљинама људи који су дипломирали једно од ових поља. Скерлетноцрвена је карактеристична боја Права. Као таква, она се носи на француском вишем прекршајном суду .

### Стрипови
- Скерлетноцрвена вештица је лик из Марвел стрипа са способношћу да мјења садашњост.
- Скерлетноцрвена прашума је природно чудо на Суперменовој родној планети Криптон.
- Госпођа Скерлетноцрвена је стрип из 1940. године.
- Ерза Скерлетноцрвена је име лика из манге Фери тејл.

### Медицина
- Постоји болест позната као скерлетноцрвена грозница.

### Музика
- Скерлетноцрвене блуднице су петочлани бенд из Бирмингема, УК.